# مارک اسلید
مارک اسلید (انگلیسی: Mark Slade؛ زادهٔ ۱ مهٔ ۱۹۳۹) یک هنرپیشه اهل ایالات متحده آمریکا است. وی از سال ۱۹۶۱ میلادی تاکنون مشغول فعالیت بوده‌است.

## گزیده فیلمشناسی
از فیلم‌ها یا برنامه‌های تلویزیونی که وی در آن نقش داشته‌است می‌توان به آثار زیر اشاره کرد.
- چاپارل
- سفر به قعر دریا
- آقای نواک (۱۹۶۴–۱۹۶۵)